# 보르시
보르시(러시아어: борщ, [borɕː], 우크라이나어: борщ, [bɔrʃt͡ʃ])는 러시아, 우크라이나를 비롯한 동유럽 지역에서 먹는 국 또는 수프로, 러시아의 국민 음식이다. 비트가 들어 붉은 빛을 띤다.

## 이름
- 라트비아: 보르슈치(라트비아어: borščs)
- 러시아: 보르시(러시아어: борщ). 보르쉬, 보르슈 등 다양한 표기로 옮겨진다.
- 리투아니아: 바르셰이(리투아니아어: barščiai), 보루오키네(사모기티아어: boruokīnė)
- 벨라루스: 보르슈치(벨라루스어: боршч)
- 우크라이나: 보르시(우크라이나어: борщ), 쳬르보니 보르시(우크라이나어: червоний борщ→빨간 보르시), 보르슈치로 옮겨지기도 한다.
- 폴란드: 바르슈치(폴란드어: barszcz), 바르슈치 우크라인스키(폴란드어: barszcz ukraiński→우크라이나 바르슈치)

어원은 슬라브조어 "*bъrščь"이며, 이는 과거 보르시의 주재료였던 어수리무리(Heracleum sphondylium)를 일컫는 말로 추정된다. 동원어로 루마니아어 "보르슈(borş)"가 있다.

## 만들기
비트, 양파, 당근, 쇠고기 등의 재료를 볶고 나서 수프로 천천히 삶아서 만든다. 그 외의 건더기로 소시지, 햄, 베이컨, 닭고기 등의 육류 등을 사용하기도 한다. 지방마다 수십 종류 이상의 보르시가 있지만 모두 사워 크림을 쳐서 먹고 비트를 원재료로 사용하고 있는 점이 공통점이다.
보통 우유로 만든 사워 크림이 사용되며, 이로 인해 독특한 분홍색 국물이 만들어진다. 극히 드물게 초록색이나 흰 색을 띈 보르시도 있다. 비트는 통조림으로 가공되어 수입되고 있어서, 대도시권에서는 비교적 손쉽게 구할 수 있다.
원래는 데워서 제공되지만, 여름에는 시원하게 찬 보르시로 제공되기도 한다.

## 지역별 보르시와 종류

### 러시아
보르시는 러시아의 대표적인 전통음식 가운데 하나이며, 사계절 내내 집이나 식당에서 가장 흔히 제공하는 수프이다. 돼지 뼈를 고아 낸 국물에 비트와 감자, 양파, 당근, 양배추 및 마늘, 후추, 토마토 퓌레 등을 넣어 끓여 내며, 스메타나와 딜을 곁들여 먹는다. 러시아에서는 우크라이나에서와 달리 보르시에 감자와 살로, 밀가루를 넣지 않으며, 양배추를 적게 넣는 대신 당근을 듬뿍 넣는다.

### 우크라이나
우크라이나에서 "보르시"는 보통 비트를 넣은 체르보니 보르시(червоний борщ→빨간색 보르시)를 가리키지만, 수영을 넣은 졜례니 보르시(зелений борщ→녹색 보르시)를 가리키기도 한다. 그 외에 차갑게 먹는 홀로드니 보르시(холодний борщ→찬 보르시)가 있다.

### 폴란드
폴란드에서는 비트를 넣은 따뜻한 붉은 바르슈치가 바르슈치 우크라인스키(barszcz ukraiński→우크라이나 바르슈치)로 불리며, 차갑게 먹는 것은 바르슈치 리테프스키(barszcz litewski→리투아니아 바르슈치)로 불린다. 그 외에 밀가루를 넣어 만든 신 수프가 바르슈치 비아위(barszcz biały→흰색 바르슈치)로 불린다.

## 같이 보기
- 솔랸카
- 수영 수프
- 시
- 양배추 수프
- 우하